# Adam Studziński

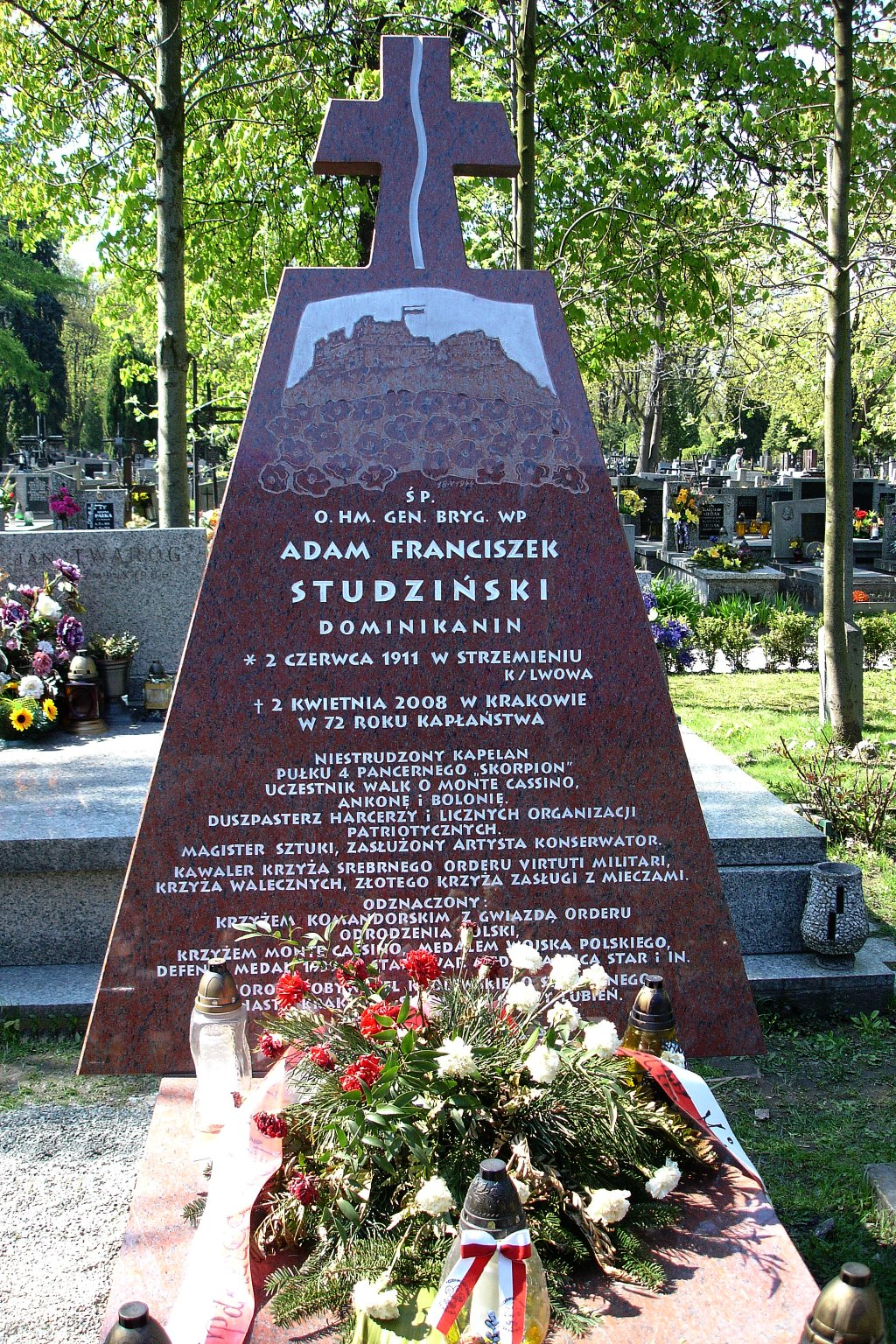
Nagrobek o. Adama Studzińskiego

Adam (właśc. Franciszek) Studziński (ur. 2 czerwca 1911 w Strzemieniu, powiat żółkiewski, zm. 2 kwietnia 2008 w Krakowie) – polski prezbiter katolicki, dominikanin, kapelan Polskich Sił Zbrojnych w czasie II wojny światowej, generał brygady Wojska Polskiego, harcmistrz.

## Życiorys

### Dzieciństwo i młodość
Do szkoły powszechnej uczęszczał w rodzinnym Strzemieniu . Ukończył Państwowe Gimnazjum im. Hetmana Stanisława Żółkiewskiego w Żółkwi (tzw. mała matura), egzamin dojrzałości zdał w Gimnazjum im. Sienkiewicza w Krakowie. W 1928 wstąpił do zakonu dominikanów. Nowicjat ukończył w Krakowie. Następnie studiował teologię we Lwowie i w Warszawie, święcenia kapłańskie przyjął we Lwowie 9 marca 1937 z rąk biskupa Eugeniusza Baziaka. Do wybuchu II wojny światowej pracował jako katecheta.

### II wojna światowa
We wrześniu 1939 znalazł się na Węgrzech, gdzie był duszpasterzem wśród polskich żołnierzy. W 1942 wstąpił do Wojska Polskiego, i pełnił następnie posługę duszpasterską w  Palestynie i Iraku. Odbył kampanię włoską, jako kapelan Pułku 4. Pancernego „Skorpion”. Za udział w bitwie o Monte Cassino został odznaczony Krzyżem Srebrnym Orderu Wojennego Virtuti Militari. W kwietniu 1945 mianowany został kapelanem 2 batalionu komandosów zmotoryzowanych 2 Brygady Pancernej (później 2 Warszawskiej Dywizji Pancernej).

### Okres powojenny
Po wojnie wstąpił do Polskiego Korpusu Przysposobienia i Rozmieszczenia. W październiku 1947 powrócił do Polski. W 1950 został zaaresztowany w Gdańsku pod zarzutem przygotowywania ucieczki na Zachód. Skazany początkowo na 10 lat więzienia, został jednak zwolniony z więzienia w Łodzi jesienią 1951 . Pracował m.in. jako proboszcz w Warszawie (1952–1958), następnie zamieszkał w klasztorze dominikanów w Prudniku (1962) i w Warszawie (1962–1963), ukończył także studia na Wydziale Konserwacji Dzieł Sztuki Akademii Sztuk Pięknych w Krakowie (1970). Przez wiele lat zajmował się restauracją i konserwacją krakowskiego klasztoru oo. dominikanów; był inicjatorem otwarcia klasztornego muzeum. 
Działał w środowiskach kombatanckich jako duszpasterz. Organizował spotkania rocznicowe i pielgrzymki na Jasną Górę byłych legionistów, POW-iaków, żołnierzy Polskiego Państwa Podziemnego i II Korpusu. Był nieformalnym kapelanem krakowskiego oddziału Związku Legionistów Polskich. Od 1981 był honorowym kapelanem corocznego Marszu Szlakiem I Kompanii Kadrowej; z tego powodu był inwigilowany przez Służbę Bezpieczeństwa. Ściśle współpracował z Komitetem Opieki nad Kopcem Józefa Piłsudskiego . 
3 maja 2006 prezydent RP awansował go na stopień generała brygady WP. Zbierał i opiekował się pamiątkami legionowymi oraz kombatanckimi, m.in. spuściznami po płk. Wincentym Edwardzie Cybulskim oraz po por. Stanisławie Leszczyc-Przywarze, które Studziński złożył w Archiwum Polskiej Prowincji Dominikanów .

### Harcerstwo
W latach 80. wraz ze współpracownikami wyremontował kościół św. Idziego w Krakowie (którego był rektorem) i uczynił z niego miejsce spotkań harcerzy i kombatantów. Rozpoczął tam działania duszpasterstwa harcerskiego, które organizuje msze i rekolekcje dla harcerek i harcerzy. Był członkiem Rady Naczelnej Związku Harcerstwa Rzeczypospolitej (1992-1993), odznaczonym Krzyżem Honorowym ZHR "Semper Fidelis".

## Pogrzeb
Uroczystości pogrzebowe odbyły się 9 kwietnia 2008 w Krakowie i miały uroczysty charakter. Po mszy św. w kościele Dominikanów, której przewodniczył kardynał Franciszek Macharski kondukt żałobny przeszedł na cmentarz Rakowicki, gdzie o. Adam Studziński pochowany został z wojskowymi honorami w alei zasłużonych (kwatera LXIX pas C-2-3). Jego imieniem nazwano plac przed kościołem św. Idziego w Krakowie.

## Ordery i odznaczenia
- Krzyż Srebrny Orderu Wojennego Virtuti Militari[2]
- Krzyż Komandorski z Gwiazdą Orderu Odrodzenia Polski[15]
- Krzyż Kawalerski Orderu Odrodzenia Polski
- Krzyż Walecznych[2]
- Złoty Krzyż Zasługi z Mieczami[5]
- Krzyż Pamiątkowy Monte Cassino
- Medal Wojska
- Odznaka "Honoris Gratia"[3]
- brytyjska Gwiazda za wojnę 1939–1945
- brytyjska Africa Star
- brytyjska Italy Star
- brytyjski Defence Medal
- brytyjski War Medal 1939-1945

## Wyróżnienia
- Tytuł honorowego członka Towarzystwa im. Józefa Piłsudskiego (marzec 1998)
- Tytuł Honorowego Obywatela Stołecznego Królewskiego Miasta Krakowa (1999)[16]
- Tytuł Honorowego Obywatela Miasta Skawina 2007
- wpis do „Honorowej Księgi Czynów Żołnierskich” (5 października 1989)
- Honorowy członek Towarzystwa Miłośników Historii i Zabytków Krakowa[2]
- Patron honorowy Krakowskiego Szwadronu Ułanów im. Marszałka Józefa Piłsudskiego[3]

## Publikacje
- „Przewodnik po polskich cmentarzach wojennych we Włoszech” (Oficyna Wydawnicza Fulmen 1994, ISBN 83-901106-9-5)[4]
- „Wspomnienia kapelana Pułku 4 Pancernego „Skorpion” spod Monte Cassino” (Wydawnictwo i Reklama K & Z. Nowakowscy 1998, ISBN 83-86171-04-9)[4]